# The Super Dimension Fortress Macross (videogioco 2003)
The Super Dimension Fortress Macross (超時空要塞マクロス?, Chō Jikū Yōsai Macross) è un videogioco sparatutto in 3D basato sulla serie televisiva animata Fortezza superdimensionale Macross, pubblicato in Giappone nell'ottobre 2003 per PlayStation 2. Sviluppato dal team Sega AM-2, il gioco utilizza componenti dei videogiochi sparatutto e dei simulatori di volo, stile Ace Combat.
Nel gioco, il giocatore può scegliere di seguire o gli eventi della serie televisiva o quelli del film tratto dalla serie. La modalità serie televisiva è più lunga ma meno difficile mentre la modalità film è più breve ma più difficile. In entrambe le versioni, il giocatore è affiancato dai personaggi Eddie Juutilainen e Bruce Rudel, creati appositamente per il videogioco. Un altro personaggio originale è Emma Granger, ufficiale tattico, sul ponte di comando della SDF-1 Macross. Il suo nome è un gioco di parole fra il nome dell'attrice Emma Watson di Harry Potter ed il nome del personaggio da lei interpretato nella serie, Hermione Granger. Il personaggio interpretato dal giocatore rimane innominato per tutta la durata del gioco, ne viene mai mostrato il suo volto o udita la sua voce. Altre differenze fra le due modalità includono l'armamento del VF-1 Valkyrie, i combattimenti finali (l'unico presente in entrambe le modalità è il duello con Milia), e la canzone che Lynn Minmayy canta durante la battaglia finale.
Nel corso del gioco, il giocatore incontrerà occasionalmente personaggi della serie, come un fugace incontro con Roy Fokker o un duello con Quamzin Kravshera.